# Harmanecká dolina
Harmanecká dolina je údolí, které odděluje Velkou Fatru od Kremnických vrchů. V horní části jí protéká potok Harmanec a v dolní říčka Bystrica. Leží v ní obce Dolný Harmanec a Harmanec a osada Horný Harmanec.

## Ochrana přírody
Údolí se nachází v ochranném pásmu Národního parku Velká Fatra. V její horní části se nachází národní přírodní rezervace Harmanecká tisina s největším porostem tisu ve střední Evropě. Na jižním úbočí údolí se nachází zpřístupněná Harmanecká jeskyně s bohatou krápníkovou výzdobou. 

## Doprava
Prochází jí železniční trať Horná Štubňa - Banská Bystrica, na které se nachází nejdelší tunel na Slovensku (4 697 m), a silnice I/14. 